# Orgulh
Orgulh (en francès Orgueil) és un municipi francès situat al departament de Tarn i Garona i a la regió d'Occitània. Coneguda en el món científic perquè el 1864 es va recollir un meteorit caigut allà, meteorit d'Orgulh, que contenia material anterior a la formació del sistema solar.

## Monuments

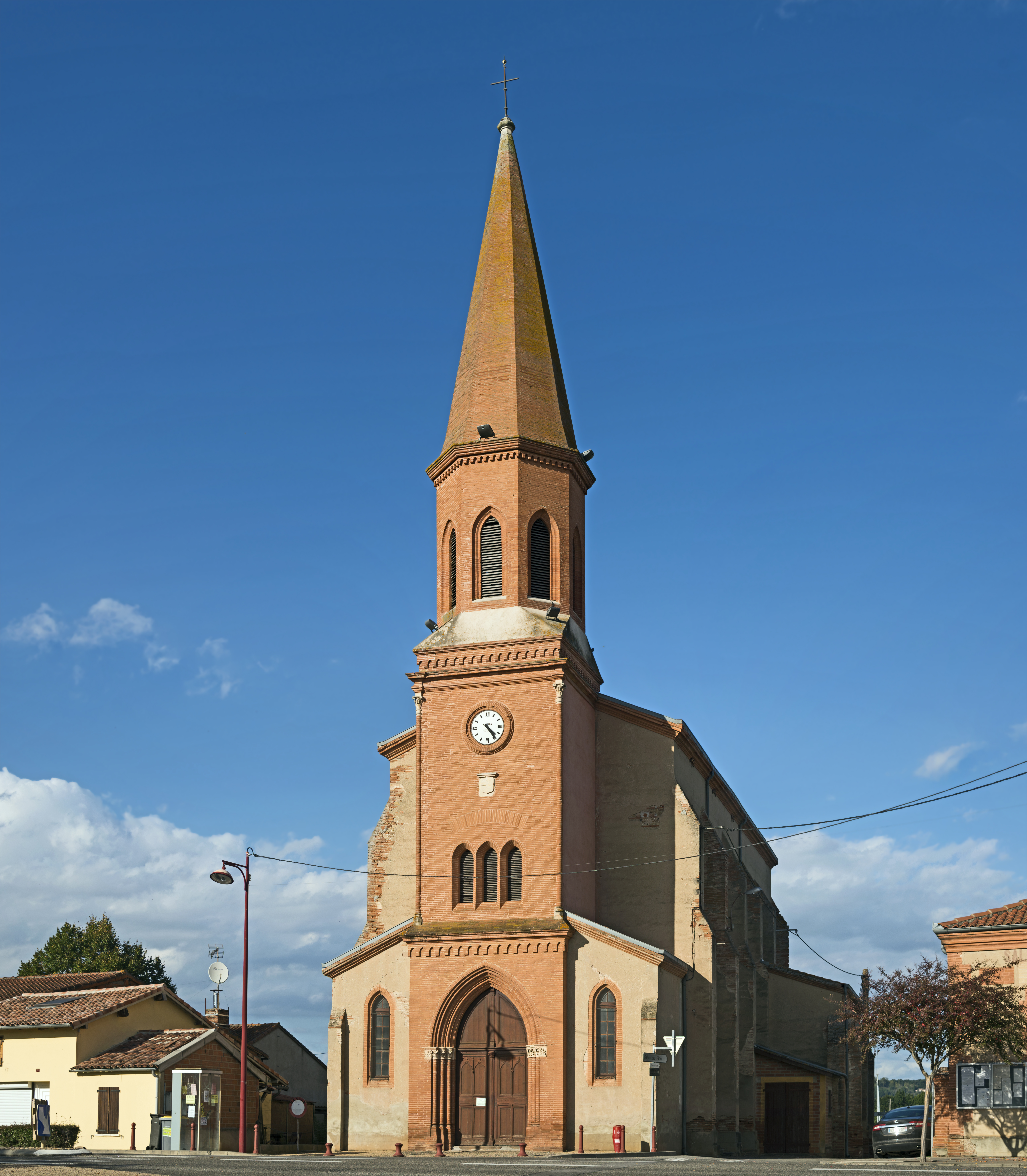
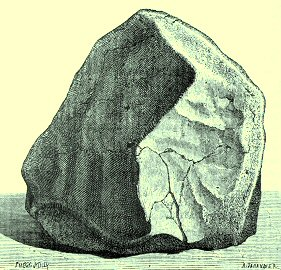

## Demografia
| 1962                                       | 1968 | 1975 | 1982 | 1990 | 1999  | 2001  | 2002  | 2007  |
| ------------------------------------------ | ---- | ---- | ---- | ---- | ----- | ----- | ----- | ----- |
| 459                                        | 474  | 535  | 630  | 823  | 1.000 | 1.149 | 1.165 | 1.320 |
| Des de 1962: població sense dobles comptes |      |      |      |      |       |       |       |       |

## Administració
| Període   | Identitat         | Partit |
| --------- | ----------------- | ------ |
| 1940-1945 | Alphonse Brique   |        |
| 1945-1959 | Guillaume Esculié |        |
| 1959-1971 | André Cougoureaux |        |
| 1971-     | Michel Meesseman  |        |